# Astrospartus mediterraneus
La stella gorgone (Astrospartus mediterraneus Risso, 1826) è un echinoderma della famiglia delle Gorgonocephalidae.

## Etimologia
Il nome scientifico deriva da aster (stella in latino) e spartos (arbusto in latino).
Il nome inglese (basket star) deriva dall'abitudine di raggomitolarsi a cesto (basket, in inglese) durante il giorno con le braccia ramificate.
Il nome italiano di stella gorgone deriva dal mito delle Gorgoni (Medusa, Steno e Euriale) figure della mitologia greca, che avevano serpenti al posto dei capelli.

## Descrizione
L'A. mediterraneus è caratterizzata da cinque tentacoli, ognuno ramificato più volte, con i quali si aggrappa ai rami delle gorgonie, che vengono aperti di notte per nutrirsi. Il corpo ha un diametro di 8 centimetri, con l'apertura dei tentacoli la larghezza massima dell'intero animale arriva a 80 centimetri.

## Alimentazione
È un animale filtratore passivo che si nutre, tramite i tentacoli aperti, in particolare di microparticelle planctoniche.

## Habitat e distribuzione
Molto rara, fotofobica e tipicamente notturna. Si trova nel Mar Mediterraneo occidentale, sulla costa dell'Oceano Atlantico e sulle coste della Spagna e del Senegal; comune in Algeria e in Marocco. Vive dai 30 metri di profondità fino agli 800 metri, generalmente su rami di Paramuricea clavata, Eunicella singularis o sulle spugne.